# Juan Peñalver Fernández
Juan Peñalver Fernández (3 d'octubre de 1905 a Corvera Alta, Corvera, Múrcia - 29 d'abril de 1983 a Grenoble, Delfinat, Occitània) fou un anarcosindicalista militant de la CNT.